# Caenotropus
Caenotropus es un género de peces de la familia Chilodontidae y de la orden de los Characiformes. 

## Especies
Actualmente hay cuatro especies reconocidas en este género:
- Caenotropus labyrinthicus (Kner, 1858)
- Caenotropus maculosus (C. H. Eigenmann, 1912)
- Caenotropus mestomorgmatos (Vari, R. M. C. Castro & Raredon, 1995)
- Caenotropus schizodon (Scharcansky & C. A. S. de Lucena, 2007)